# Lough Gill SAC
Lough Gill SAC este o arie protejată (sit de importanță comunitară — SCI) din Irlanda întinsă pe o suprafață de 3.318,67 ha, integral pe uscat.

## Localizare
Centrul sitului Lough Gill SAC este situat la coordonatele 54°15′41″N 8°20′28″W / 54.261523°N 8.341159°V.

## Înființare
Situl Lough Gill SAC a fost declarat sit de importanță comunitară în august 1999 pentru a proteja 12 specii de animale.

## Biodiversitate
Situată în ecoregiunea atlantică, aria protejată conține 4 habitate naturale: Lacuri eutrofice naturale cu vegetație de tip Magnopotamion sau Hydrocharition, Pajiști uscate seminaturale și facies de acoperire cu tufișuri pe substraturi calcaroase (Festuco-Brometalia) (* situri importante pentru orhidee), Păduri de stejar sesil bătrân cu Ilex și Blechnum în Insulele Britanice, Păduri aluvionare cu Alnus glutinosa și Fraxinus excelsior (Alno-Padion, Alnion incanae, Salicion albae).
La baza desemnării sitului se află mai multe specii protejate:
- păsări (6): pescăruș albastru (Alcedo atthis), rață mare (Anas platyrhynchos), rața moțată (Aythya fuligula), Bucephala clangula, pescăruș râzător (Larus ridibundus), chiră de baltă (Sterna hirundo)
- mamifere (1): vidră de râu (Lutra lutra)
- nevertebrate (1): Austropotamobius pallipes
- pești (4): Lampetra fluviatilis, cicar (Lampetra planeri), Petromyzon marinus, somonul (Salmo salar)

Pe lângă speciile protejate, pe teritoriul sitului au mai fost identificate 4 specii de plante, 1 specie de păsări, 2 specii de amfibieni, 4 specii de mamifere, 12 specii de nevertebrate, 1 specie de reptile.